# جسیاس کاوالکانته
جسیاس کاوالکانته (به پرتغالی: Gesias Cavalcante؛ زادهٔ ۶ ژوئیهٔ ۱۹۸۳) ورزشکار هنرهای رزمی ترکیبی اهل برزیل است که در دسته سبک‌وزن فعالیت می‌کند.

## هنرهای رزمی ترکیبی
در حالی که کاوالکانته در درجه اولدر رشته هنرهای رزمی ترکیبی فعالیت می‌کند، او اولین بازی خود را در مسابقات جهانی ۲۰۰۷ مکس کی وان در مبارزه با حریفش ماساتو انجام داد.
در ۱۷ سپتامبر ۲۰۰۷، کاوالکانته قهرمان مسابقات هیروز (قهرمانان) ۲۰۰۷ کی وان در دسته‌بندی وزن متوسط (۷۰ کیلوگرم) شد. در این مسابقات، او ویتور ریبیرو، متخصص جیو جیتسو برزیلی را با ناک‌اوت فنی در دور اول و آندره آماد را در فینال با استفاده از تکنیک قفل مفصل جوجی گاتامه شکست داد.

### استرایک‌فورس
کاوالکانته در ژوئن ۲۰۱۰ قرارداد انجام ۴ مبارزه را با استرایک‌فورس امضا کرد. او اولین بازی خود را در برابر جاش تامسون، قهرمان سابق استرایک‌فورس در رده سبک‌وزن انجام داد و به اتفاق آرا بازنده اعلام شد.
کاوالکانته در ۳۰ ژوئیه ۲۰۱۱ در مسابقات استرایک‌فورس با بابی گرین مبارزه کرد. او در این مبارزه پیروز شد.
در ۳۰ ژوئن ۲۰۱۲، کاوالکانته برای اولین بار در دوران حرفه ای هفت ساله خود توسط لوئیس پالومینو در کورال گیبلز، فلوریدا ناک اوت شد.

### کیک‌بوکسینگ
او در مسابقات جهانی شوت بوکسینگ در توکیو، ژاپن در تاریخ ۱۷ نوامبر ۲۰۱۲ شرکت کرد. کاوالکانته در مرحله یک چهارم نهایی مقابل هیروکی شیشیدو قرار گرفت و با تصمیم اکثریت آرا بازنده اعلام شد.
او در اوت ۲۰۱۳ با شرکت تبلیغات کیک‌بوکسینگ گلوری قرارداد امضا کرد. کاوالکانته قرار بود در ۱۲ اکتبر ۲۰۱۳ با استیو موکسون در مسابقات گلوری در رده سنگین‌وزن در هافمن استیتز، ایلینوی، ایالات متحده روبرو شود اما به دلیل آسیب دیدگی طولانی مدت در ناحیه دست کنار کشید و فرد دیگری به نام ریس مک آلیستر جایگزین او شد.

### لیگ مبارزان حرفه‌ای
کاوالکانته در لیگ مبارزان حرفه‌ای توانست بعد از ۶۳ ثانیه بعد از شروع رقابت با استفاده از تکنیک آشی هیشیگی (قفل آشیل) حریفش را شکست دهد.
او در مرحله بعدی با جاستین گیجی مبارزه کرد. کاوالکانته به دلیل ضربه گیجی با زانو به پیشانی‌اش، دچار بریدگی عمیق شد که داور را مجبور کرد مبارزه را متوقف کند.
در سومین مبارزه، کاوالکانته به مصاف تایسون گریفین، مبارز کهنه‌کار رقابت‌های یواف‌سی و استرایک‌فورس رفت. پس از درگیری شدید این دو نفر، در اوایل راند سوم، کاوالکانته حریفش گریفین را زمانی که خسته بود به زمین زد و شروع به مشت‌زنی سریع کرد و بدین ترتیب از طریق ناک‌اوت فنی در مبارزه پیروز شد.
کاوالکانته قرار بود در ۱۸ ژانویه ۲۰۱۴ در هالیوود، فلوریدا برای اولین بار در مسابقات قهرمانی سبک‌وزن لیگ مبارزان حرفه‌ای در هالیوود، فلوریدا با حریف سابقش جاستین گیجی مسابقه دهد، اما به دلیل مصدومیت از بازی کنار کشید.
کاوالکانته در ۵ ژوئیه ۲۰۱۴ با ملوین گیلار روبرو شد. او در دور دوم حریفش را از طریق ناک‌اوت فنی شکست داد.
در ۲۱ اکتبر ۲۰۲۲ کاوالکانته با مبارز سابق ریک هاون روبرو شد. او در دور دوم از طریق تکنیک گیوتین چوک پیروز شد.

## ورزش‌های گلاویزی
کاوالکانته در مسابقات آزاد فدراسیون بین‌المللی جوجیتسو برزیلی در ۲۹ و ۳۰ آوریل ۲۰۲۳ شرکت کرد و مدال نقره گرفت.